# Her Atonement
Her Atonement è un cortometraggio muto del 1913 diretto da Wilbert Melville.

## Produzione
Il film fu prodotto da Siegmund Lubin per la Lubin Manufacturing Company.

## Distribuzione
Distribuito dalla General Film Company, il film - un cortometraggio in una bobina - uscì nelle sale cinematografiche statunitensi il 30 giugno 1913 e in quelle britanniche l'8 settembre 1913.